# بابوچا
بابوچا (به مجاری: Babócsa) یک شهرداری در مجارستان است که در ناحیه بارچ واقع شده‌است. بابوچا ۳۰٫۹۹ کیلومتر مربع مساحت و ۱٬۷۹۳ نفر جمعیت دارد.